# Егерс, Сергей
Се́ргей Е́герс (латыш. Sergejs Jēgers; род. 28 января 1979, Елгава) — латвийский певец, контратенор.
Оперную карьеру начал в 2000 году. В репертуаре преобладает музыка барокко. В частности, исполнял партию Орфея в «Орфее и Эвридике» Глюка, заглавную партию в опере Генделя «Ринальдо». Поёт также церковную музыку: Stabat Mater Перголези и Вивальди, Gloria Вивальди, Мессия (оратория) Генделя.
Учился в Латвийской академии музыки у Карлиса Зариньша и Андриса Вейсманиса. Стажировался в Schola Cantorum Basilienis у Андреаса Шолля.
10 августа 2007 года основал благотворительный фонд, цель которого — помощь детям-инвалидам или тяжело больным.